# Gorgonzola
Gorgonzola je vrsta talijanskog sira. Ime je dobio po istoimenom mjestašcu u Lombardiji udaljenom 20 km od Milana. Pripada među najstarije sireve, a prvi pisani dokazi o njegovom postojanju potječu iz 879. godine. Legenda govori kako su lokalni proizvođači imali previše sira stracchina (stracca je lokalna vrsta krave). Kako nisu znali što s tim sirom, stavili su ga u pećinu kako ne bi propao. Vidjevši da ga je tamo napala bakterija, mislili su ga baciti. No ljudima se okus takvog sira svidio i tako je nastala legenda.
Danas se proizvode dvije vrste Gorgonzole, Dolce i Piccante ili Mountain. Dolce je "blaža" i krhkija vrsta zbog kraćeg procesa zrenja, većeg postotka vode i manjeg postotka soli u siru (Piccante sadrži do 3% soli). Originalna Gorgonzola ima oznaku D.O.C. i proizvodi se samo u Lombardiji, za razliku od drugih, koje su nastale sličnim postupkom (npr. "Vindijin" na kojem piše "à la Gorgonzola"). Gorgonzola se proizvodi tako da mlijeko iz večernje mužnje prvo odstoji preko noći, a zatim se doda mlijeko iz jutarnje mužnje. Kada se dobije sir koji sadrži minimalno 48% suhe tvari, on se buši kako bi se pomogao rad plijesni Penicillium glaucom ponekad zvane Penicillium gorgonzola. Takav zrije do šest mjeseci.
Gorgonzola se koristi kao sastojak za pizzu "Quattro formaggi", razne umake za salatu i tjesteninu. Kao desert najbolje ide uz kruške, breskve, šljive, orahe i med. Vina koja se preporučuju uz Gorgonzolu su Chianti, Barolo i Brunello za Dolce, te Chianti, Volpicella i šampanjci za Piccante.